# Urobatis jamaicensis
Urobatis jamaicensis е вид хрущялна риба от семейство Urotrygonidae.

## Разпространение
Видът е разпространен в Антигуа и Барбуда, Барбадос, Бахамски острови, Белиз, Венецуела, Гватемала, Гвиана, Гренада, Доминика, Доминиканска република, Колумбия, Коста Рика, Куба, Мексико (Веракрус, Кампече, Кинтана Ро, Табаско, Тамаулипас и Юкатан), Никарагуа, Панама, Пуерто Рико, САЩ (Алабама, Джорджия, Луизиана, Мисисипи, Северна Каролина, Тексас, Флорида и Южна Каролина), Сейнт Винсент и Гренадини, Сейнт Китс и Невис, Суринам, Тринидад и Тобаго, Френска Гвиана, Хаити, Хондурас и Ямайка.